# Mario Lopez (actor)
Mario Michael Lopez Jr. (San Diego, 10 de octubre de 1973) es un actor y presentador estadounidense que ha aparecido en varias series de televisión. Se dio a conocer al interpretar a A.C. Slater en la serie Salvados por la campana.

## Primeros años
Nació en San Diego, California. De origen mexicano, hijo de Elvira, una operadora telefónica, y Mario López, que trabajaba en el municipio. En su vida real Mario López Jr. fue luchador en la escuela. Durante su estancia en la escuela obtuvo el séptimo lugar en el campeonato de la California State High School.

## Carrera
Su carrera profesional se inició en 1985 cuando apareció como el hermano menor en la serie de comedia de ABC a.k.a. Pablo. Ese mismo año interpretó a un baterista y bailarín en Kids Incorporated. En la vida real Mario es un baterista destacado y ha sido visto en muchas de sus actuaciones interpretando ese instrumento. 
En 1989 Mario López fue elegido para interpretar a A.C. Slater en la serie de televisión Salvados por la campana, papel que interpretó durante cinco años. Su papel requería que fuera en extremo masculino, bailarín y atlético, ya que sería la base de un personaje rompe corazones. López mantiene una constante amistad con su coestrella Mark-Paul Gosselaar (Zack Morris).
En 1991 estuvo en American Gladiators, donde sobrevivió a tres competencias, ganando veinte mil dólares. 
A finales de 2001, actuó interactuando con los asistentes de la atracción de Disneylandia en Anaheim, Montaña del Espacio de California "Space Mountain". Ahí interpretó a un capitán espacial que informa a los asistentes al juego mientras hacen cola para entrar en la atracción.
En verano de 2006 apareció como una celebridad constante para la tercera temporada de la serie de ABC Bailando con las estrellas, haciendo pareja con la bailarina profesional Karina Smirnoff, quien hacía su debut en la serie. 
En junio de 2008 fue nombrado por la revista People como el soltero más sexy.[cita requerida]
Él y su novia, Courtney, tienen un espectáculo de realidad en VH1, Mario Lopez: Saved By The Baby, que se estrenó el 1 de noviembre de 2010.
Mario Lopez también escribió un libro de cocina en 2010.[cita requerida]
Desde febrero de 2008 a 2012, presentó las siete primeras ediciones de America's Best Dance Crew (ABDC) de la MTV, programa que presenta varios grupos de danza callejera de los Estados Unidos.
A finales de 2012 es escogido para ser el nuevo anfitrión de la segunda temporada del popular programa Factor X versión Estados Unidos, junto a Khloé Kardashian y los famosos jurados Britney Spears y Simon Cowell. También sería el presentador de la tercera temporada en 2013.
En 2007 fue presentador de Miss Universo 2007, así mismo en el año del 2021 de Miss Universo 2020 y años más tarde de Miss Universo 2024.

## Vida personal
Según él, su primer beso fue con la cantante Fergie y los dos mantuvieron una breve relación mientras participaban en Kids Incorporated.
Tras seis años juntos, Lopez se casó con la  ex reina de belleza y actriz Ali Landry el 24 de abril de 2004 en el resort Las Alamandas a las afueras de Puerto Vallarta, México, pero su matrimonio fue anulado dos semanas más tarde. En una entrevista en 2011 él admitió que su exesposa le pidió el divorcio al enterarse de que le había sido infiel días antes de la boda en su despedida de soltero. Lopez luego salió con la bailarina Karina Smirnoff, desde 2006 hasta junio de 2008.
A finales de 2008, conoció a Courtney Mazza en un espectáculo de Broadway. Se casaron en Punta Mita, México el 1 de diciembre de 2012. Tienen una hija (nacida en 2010), y dos hijos (nacidos en 2013 y 2019, respectivamente).

## Filmografía
| Año           | Título                                                | Papel                                          | Notas                                               |
| ------------- | ----------------------------------------------------- | ---------------------------------------------- | --------------------------------------------------- |
| 1984–1986     | Kids Incorporated                                     | Él mismo (Bailarín/Baterista) (Temporadas 1–3) | Programa de televisión                              |
| 1986          | Chartbusters                                          |                                                |                                                     |
| 1986          | The Deacon Street Deer                                | Hector                                         | Película de televisión                              |
| 1987          | The Golden Girls (Episodio: "Dorothy's Prized Pupil") | Mario                                          | Invitado                                            |
| 1987          | Superman                                              | Chico maravilla                                | Película para televisión                            |
| 1988          | Colors                                                | Amigo de Felipe                                |                                                     |
| 1989-1993     | Salvado por la campana                                | Albert Clifford "A.C." Slater                  | Protagonista, 87 episodios                          |
| 1992          | Salvado por la campana: Estilo Hawaiano               | Albert Clifford "A.C." Slater                  | Película para televisión                            |
| 1993-94       | Salvado por la campana: The College Years             | Albert Clifford "A.C." Slater                  | Protagonista, 19 episodios                          |
| 1994          | Saved by the Bell: Wedding in Las Vegas               | Albert Clifford "A.C." Slater                  | Película para televisión                            |
| 1994          | Bill Nye the Science Guy                              | Él mismo                                       | Cameo                                               |
| 1995          | Salvado por la campana: The New Class                 | Albert Clifford "A.C." Slater                  | "Goodbye, Bayside Part 2"                           |
| 1995–1996     | Masters of the Maze                                   | Él mismo                                       | Temporada 2, Conductor                              |
| 1996          | Depraved                                              | Jessie Mata                                    |                                                     |
| 1996          | Fever Lake                                            | Steve                                          |                                                     |
| 1996          | Salvado por la campana: The New Class                 | A.C. Slater                                    | "Fire at the Max Part 2"                            |
| 1996          | El Cóndor de oro                                      | Guardia #2                                     |                                                     |
| 1997          | Breaking the Surface: The Greg Louganis Story         | Greg Louganis                                  | Película para televisión                            |
| 1997          | The Journey: Absolution                               | Ryan Murphy                                    |                                                     |
| 1997          | Killing Mr. Griffin                                   | Dave Ruggles                                   | Película para televisión                            |
| 1998          | Miss Teen USA 1998                                    | El mismo                                       |                                                     |
| 1999          | Pacific Blue                                          | Bobby Cruz                                     |                                                     |
| 1999          | Eastside                                              | Antonio López                                  |                                                     |
| 2000          | A Crack in the Floor                                  | Lehman                                         |                                                     |
| 2000          | Big Brother Trouble                                   | Entrenador                                     |                                                     |
| 2001–2003     | The Other Half                                        | Él mismo                                       | Conductor                                           |
| 2002          | Outta Time                                            | David Morales                                  |                                                     |
| 2002          | King Rikki                                            | Juan Vallejo                                   |                                                     |
| 2002–2005     | Pet Star                                              | Él mismo                                       | Conductor                                           |
| 2004          | The Soluna Project                                    | Antonio                                        | Película para televisión                            |
| 2005          | Aloha, Scooby-Doo!                                    | Manu Tuiama/Mainland Surfer (Voz)              |                                                     |
| 2006          | Unaccompanied Minors                                  | Sustituto                                      | Película                                            |
| 2006          | Dancing with the Stars                                | Él mismo                                       | Temporada 3, 2º lugar                               |
| 2006–2010     | Nip/Tuck                                              | Dr. Mike Hamoui                                | Serie                                               |
| 2007          | George Lopez                                          | Oficial Sánchez                                | Episodio "George Can't Let Sleeping Mexicans Lie"   |
| 2007          | Holiday in Handcuffs                                  | David Martin                                   | Película para televisión                            |
| 2007          | Miss America 2007                                     | Él mismo                                       |                                                     |
| 2007          | Miss Teen USA 2007                                    | Él mismo                                       |                                                     |
| 2007          | Miss Universo 2007                                    | Él mismo                                       | Conductor                                           |
| 2008          | Husband for Hire                                      | Marco                                          | Película para televisión                            |
| 2008          | MTV's Top Pop Group                                   | Él mismo                                       | Conductor                                           |
| 2008–2012     | America's Best Dance Crew                             | Él mismo                                       | Conductor                                           |
| 2008          | Robot Chicken                                         | A.C Slater (voz)                               | Episodio "Boo Cocky"                                |
| 2008          | Hannah Montana                                        | Él mismo                                       | Invitado                                            |
| 2008–presente | Extra                                                 | Él mismo                                       | Conductor                                           |
| 2009          | The Dog Who Saved Christmas                           | Zeus el perro (voz)                            | Película para televisión                            |
| 2010          | Get Him to the Greek                                  | Él mismo                                       |                                                     |
| 2010–2011     | Mario López: Saved by the Baby                        | Él mismo                                       | VH1 (reality show)                                  |
| 2010          | The Dog Who Saved Christmas Vacation                  | Zeus el perro(voz)                             | Película para televisión de ABC Family              |
| 2011          | Honey 2                                               | Él mismo                                       | Película                                            |
| 2011          | H8R                                                   | Él mismo                                       | Conductor                                           |
| 2011          | The Talk                                              | Él mismo                                       | Invitado                                            |
| 2011–2012     | Disney Parks Christmas Day Parade                     | Él mismo                                       | Conductor                                           |
| 2012          | Sesame Street                                         | Él mismo                                       | Extra Plaza Sesamo reportero ("The Veggie Monster") |
| 2012          | Are You There, Chelsea?                               | Él mismo                                       | Episodio "Dee Dee's Pillow"                         |
| 2012–2013     | The X Factor                                          | Él mismo                                       | Conductor, temporada 2                              |
| 2012–2013     | The Chica Show                                        | Stitches                                       | Voz                                                 |
| 2013          | The Smurfs 2                                          | Pitufo social (voz)                            | Película                                            |
| 2014          | The Dog Who Saved Easter                              | Zeus el perro (Voz)                            | Vídeo                                               |
| 2014          | Nashville                                             | Él mismo                                       | Invitado, 3ª temporada                              |
| 2015          | The Tonight Show Starring Jimmy Fallon                | A.C. Slater                                    | Invitado                                            |
| 2015          | Repeat After Me                                       | Él mismo                                       | 1 episodio                                          |
| 2015          | Celebrity Family Feud                                 | Él mismo                                       | Episodio final                                      |
| 2015          | Dinner at Tiffani's                                   | Él mismo                                       | Episodio: "Come in For Comfort Food"                |
| 2016          | Smurfs: The Lost Village                              | Pitufo Social (Voz)                            | Película                                            |
| 2016          | Grease Live                                           | Vince Fontaine                                 | Película                                            |
| 2016          | Almost Royal                                          | Él mismo                                       | 1 episodio                                          |
| 2016          | Popstar: Never Stop Never Stopping                    | Él mismo                                       | Película                                            |
| 2016          | NCIS: New Orleans                                     | Agente Hernández, policía de Nueva Orleans     | Episodio: "Man on Fire"                             |
| 2017          | Candy Crush                                           | Él mismo                                       | Conductor                                           |
| 2020          | Salvado por la campana                                | Albert Clifford "A.C." Slater                  | Protagonista                                        |
| 2020          | Papá Navidad                                          | David                                          | Película para televisión                            |
| 2021          | Miss Universo 2020                                    | El mismo                                       | Conductor                                           |